# دیرکس‌لاند
دیرکس‌لاند (به هلندی: Dirksland) یک منطقهٔ مسکونی در هلند است که در خوری-افرفلاکی واقع شده‌است. دیرکس‌لاند ۷۴٫۱۵ کیلومتر مربع مساحت و ۸٬۳۲۲ نفر جمعیت دارد.

## نگارخانه

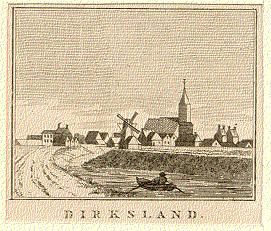
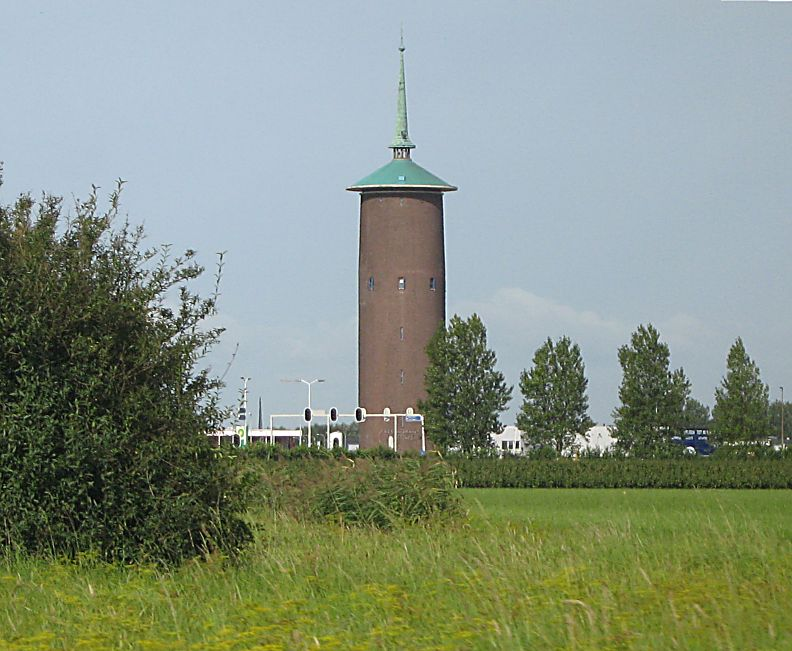
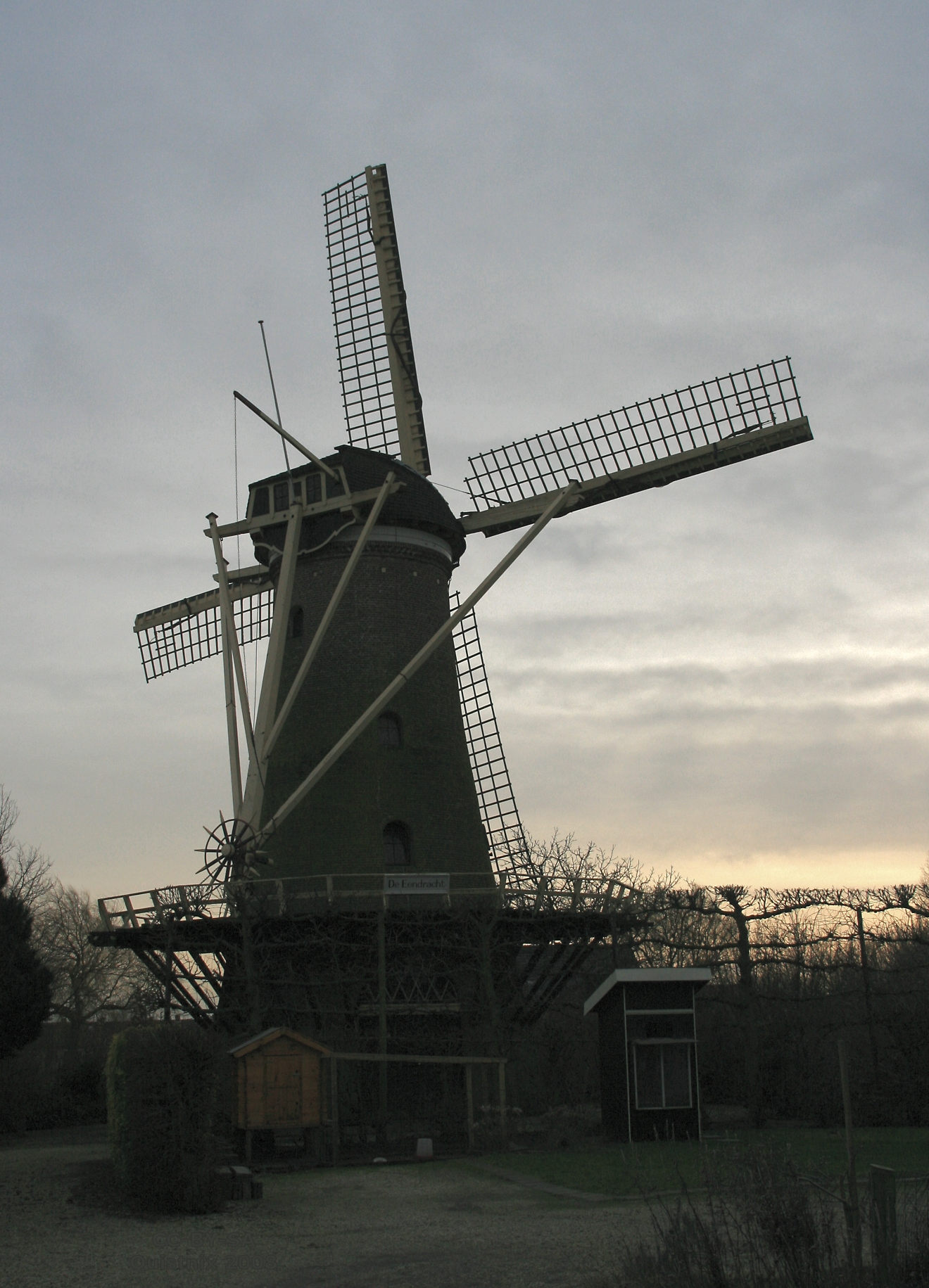